# Arvicanthini
Arvicanthini – plemię ssaków z podrodziny myszy (Murinae) w obrębie rodziny myszowatych (Muridae).

## Zasięg występowania
Plemię obejmuje gatunki występujące w południowej Azji i Afryce.

## Podział systematyczny
Do plemienia należą następujące rodzaje:
- Golunda J.E. Gray, 1837 – golunda – jedynym żyjącym współcześnie przedstawicielem jest Golunda ellioti J.E. Gray, 1837 – golunda dekańska
- Oenomys O. Thomas, 1904 – rdzawonos
- Thallomys O. Thomas, 1920 – akacjoszczur
- Typomys O. Thomas, 1911
- Hybomys O. Thomas, 1910 – górolasek
- Stochomys O. Thomas, 1926 – szczurnik – jedynym przedstawicielem jest Stochomys longicaudatus (Tullberg, 1893) – szczurnik afrykański
- Dephomys O. Thomas, 1926 – długoszczurek
- Micaelamys Ellerman, 1941 – afrosawannnik
- Aethomys O. Thomas, 1915 – sawannik
- Thamnomys O. Thomas, 1907 – zarośloszczur
- Grammomys O. Thomas, 1915 – krzewoszczurek
- Dasymys W. Peters, 1875 – sierściomysz
- Desmomys O. Thomas, 1910 – abisynek
- Lamottemys Petter, 1986 – lamotek – jedynym przedstawicielem jest Lamottemys okuensis Petter, 1986 – lamotek kameruński
- Pelomys W. Peters, 1852 – moczarek
- Mylomys O. Thomas, 1906 – bruzdoząbek
- Rhabdomys O. Thomas, 1916 – trawomyszka
- Lemniscomys Trouessart, 1881 – pręgomysz
- Arvicanthis Lesson – kusu

Opisano również rodzaj wymarły:
- Canariomys Crusafont-Pairo & Petter, 1964 – wielkoszczurnik